# Tour de Drenthe féminin 2011
La 5e édition du Tour de Drenthe féminin a eu lieu le 11 avril 2011. C'est la troisième épreuve de la Coupe du monde de cyclisme sur route féminine 2011. Elle est remportée par la Néerlandaise Marianne Vos.

## Équipes
| Équipes féminines professionnelles (20)- Abus Nutrixxion - Alriksson - Go:Green - Bizkaia-Durango - Colavita Forno d'Asolo - Diadora-Pasta Zara - Dolmans Landscaping - AA Drink-leontien.nl - Garmin-Cervélo - Gauss - GSD Gestion - Hitec Products-UCK - HTC-Highroad Women - Kleo Ladies - Lotto Honda - Mcipollini-Giordana - Nederland Bloeit - Tibco-To the Top - Top Girls-Fassa Bortolo - Topsport Vlaanderen 2012-Ridley - Vienne Futuroscope Équipes nationales (6)- Allemagne - Australie - Canada - Danemark - États-Unis - Pays-Bas |
| |

## Parcours
Le parcours est long de 132 km et comporte plusieurs ascensions du mont VAM.

## Récit de la course
La météo est ensoleillée et il n'y a pas de vent. La course ne démarre pas avant le dernier passage du mont VAM. Dans celui-ci, Emma Johansson place une nette accélération avec Kirsten Wild dans la roue. Passé le sommet, Martine Bras et Marianne Vos les rejoignent, mais le groupe ne coopère pas. Le peloton est alors scindé en plusieurs groupes. Les attaques se succèdent avec notamment : Adrie Visser, Marianne Vos ou Annemiek van Vleuten. La course se conclut néanmoins en sprint massif. Kirsten Wild ouvre le sprint au centre. Dans les derniers mètres, Marianne Vos et Giorgia Bronzini remontent. Vos s'impose devant Wild et Bronzini.

## Classements

### Classement final
| \| Classement général \| Classement général \| Classement général \| Classement général \| Classement général \| \| Coureuse \| Coureuse \| Pays \| Équipe \| Temps \| \| ------------------ \| -------------------- \| ------------------ \| ---------------------- \| ------------------ \| \| 1re \| Marianne Vos \| Pays-Bas \| Nederland Bloeit \| 3 h 23 min 15 s \| \| 2e \| Kirsten Wild \| Pays-Bas \| AA Drink-Leontien.nl \| + 0 s \| \| 3e \| Giorgia Bronzini \| Italie \| Colavita Forno d'Asolo \| + 0 s \| \| 4e \| Ina-Yoko Teutenberg \| Allemagne \| HTC-Highroad Women \| + 0 s \| \| 5e \| Rochelle Gilmore \| Australie \| Lotto Honda \| + 0 s \| \| 6e \| Annemiek van Vleuten \| Pays-Bas \| Nederland Bloeit \| + 0 s \| \| 7e \| Martine Bras \| Pays-Bas \| Dolmans Landscaping \| + 0 s \| \| 8e \| Monia Baccaille \| Italie \| MCipollini-Giordana \| + 0 s \| \| 9e \| Emma Johansson \| Suède \| Hitec Products-UCK \| + 0 s \| \| 10e \| Elizabeth Armitstead \| Royaume-Uni \| Garmin-Cervélo \| + 0 s \| |                      |             |                        |                 |
| |                      |             |                        |                 |
| Source : Cycling Quotient |                      |             |                        |                 |
| Classement général |                      |             |                        |                 |
| Coureuse | Coureuse             | Pays        | Équipe                 | Temps           |
| 1re | Marianne Vos         | Pays-Bas    | Nederland Bloeit       | 3 h 23 min 15 s |
| 2e | Kirsten Wild         | Pays-Bas    | AA Drink-Leontien.nl   | + 0 s           |
| 3e | Giorgia Bronzini     | Italie      | Colavita Forno d'Asolo | + 0 s           |
| 4e | Ina-Yoko Teutenberg  | Allemagne   | HTC-Highroad Women     | + 0 s           |
| 5e | Rochelle Gilmore     | Australie   | Lotto Honda            | + 0 s           |
| 6e | Annemiek van Vleuten | Pays-Bas    | Nederland Bloeit       | + 0 s           |
| 7e | Martine Bras         | Pays-Bas    | Dolmans Landscaping    | + 0 s           |
| 8e | Monia Baccaille      | Italie      | MCipollini-Giordana    | + 0 s           |
| 9e | Emma Johansson       | Suède       | Hitec Products-UCK     | + 0 s           |
| 10e | Elizabeth Armitstead | Royaume-Uni | Garmin-Cervélo         | + 0 s           |

## Liste des participantes
| Légende | Légende                                                                    | Légende | Légende                                                    |
| ------- | -------------------------------------------------------------------------- | ------- | ---------------------------------------------------------- |
| Num     | Dossard de départ porté par le coureur sur ce Tour de Drenthe féminin      | Pos     | Position à l'arrivée de la course                          |
|         | Indique un maillot de champion national ou mondial, suivi de sa spécialité | NP      | Indique un coureur qui n'a pas pris le départ de la course |
| AB      | Indique un coureur qui n'a pas terminé la course                           | HD      | Indique un coureur qui a terminé la course hors des délais |

| Nederland Bloeit NLB | Nederland Bloeit NLB         | Nederland Bloeit NLB |
| -------------------- | ---------------------------- | -------------------- |
| Num                  | Coureuse                     | Pos                  |
| 1                    | Loes Gunnewijk (NED) (route) | 30e                  |
| 2                    | Janneke Busser Kanis (NED)   | 76e                  |
| 3                    | Sarah Düster (GER)           | 29e                  |
| 4                    | Émilie Aubry (SUI) (route)   | 65e                  |
| 5                    | Annemiek van Vleuten (NED)   | 6e                   |
| 6                    | Marianne Vos (NED)           | 1re                  |

| HTC-Highroad Women TCW | HTC-Highroad Women TCW         | HTC-Highroad Women TCW |
| ---------------------- | ------------------------------ | ---------------------- |
| Num                    | Coureuse                       | Pos                    |
| 11                     | Judith Arndt (GER)             | 32e                    |
| 12                     | Emilia Fahlin (SWE)            | 58e                    |
| 13                     | Charlotte Becker (GER) (route) | 59e                    |
| 14                     | Ina-Yoko Teutenberg (GER)      | 4e                     |
| 14                     | Ellen van Dijk (NED)           | 69e                    |
| 16                     | Adrie Visser (NED)             | 60e                    |

| AA Drink-Leontien.nl LNL | AA Drink-Leontien.nl LNL | AA Drink-Leontien.nl LNL |
| ------------------------ | ------------------------ | ------------------------ |
| Num                      | Coureuse                 | Pos                      |
| 21                       | Kirsten Wild (NED)       | 2e                       |
| 22                       | Lucinda Brand (NED)      | 35e                      |
| 23                       | Heleen van Vliet (NED)   | 55e                      |
| 24                       | Chantal Blaak (NED)      | 56e                      |
| 25                       | Trixi Worrack (GER)      | 57e                      |
| 26                       | Anne De Wildt (NED)      | 66e                      |

| Hitec Products-UCK HPU | Hitec Products-UCK HPU       | Hitec Products-UCK HPU |
| ---------------------- | ---------------------------- | ---------------------- |
| Num                    | Coureuse                     | Pos                    |
| 31                     | Emma Johansson (SWE) (route) | 9e                     |
| 32                     | Emilie Moberg (NOR)          | 53e                    |
| 33                     | Sara Mustonen (SWE)          | 54e                    |
| 34                     | Cecilie Johansen (NOR)       | 62e                    |
| 35                     | Marie Voreland (NOR)         | AB                     |
| 36                     | Johanna Bergseth (NOR)       | AB                     |

| Bizkaia-Durango BPD | Bizkaia-Durango BPD           | Bizkaia-Durango BPD |
| ------------------- | ----------------------------- | ------------------- |
| Num                 | Coureuse                      | Pos                 |
| 41                  | Ariadna Tudel Cuberes (AND)   | AB                  |
| 42                  | Davina Summers (AUS)          | 42e                 |
| 43                  | Cristina Alcalde (ESP)        | AB                  |
| 44                  | Polona Batagelj (SLO) (route) | AB                  |

| Garmin-Cervélo CWT | Garmin-Cervélo CWT         | Garmin-Cervélo CWT |
| ------------------ | -------------------------- | ------------------ |
| Num                | Coureuse                   | Pos                |
| 51                 | Elizabeth Armitstead (GBR) | 10e                |
| 52                 | Iris Slappendel (NED)      | 45e                |
| 53                 | Lucy Martin (GBR)          | 93e                |
| 54                 | Trine Schmidt (DEN)        | 97e                |
| 55                 | Noemi Cantele (ITA)        | 99e                |
| 56                 | Carla Ryan (AUS)           | 120e               |

| Tibco-To the Top TIB | Tibco-To the Top TIB     | Tibco-To the Top TIB |
| -------------------- | ------------------------ | -------------------- |
| Num                  | Coureuse                 | Pos                  |
| 61                   | Carmen Small (USA)       | 17e                  |
| 62                   | Joanne Kiesanowski (NZL) | 25e                  |
| 63                   | Megan Guarnier (USA)     | 26e                  |
| 64                   | Emma Mackie (AUS)        | 50e                  |
| 65                   | Serena Sheridan (NZL)    | 106e                 |
| 66                   | Carlee Taylor (AUS)      | 109e                 |

| MCipollini-Giordana MCG | MCipollini-Giordana MCG       | MCipollini-Giordana MCG |
| ----------------------- | ----------------------------- | ----------------------- |
| Num                     | Coureuse                      | Pos                     |
| 71                      | Nicole Cooke (GBR)            | 31e                     |
| 72                      | Monia Baccaille (ITA) (route) | 8e                      |
| 73                      | Marta Bastianelli (ITA)       | 33e                     |
| 74                      | Tatiana Guderzo (ITA)         | 34e                     |
| 75                      | Jennifer Hohl (SUI)           | 70e                     |
| 76                      | Samantha Galassi (ITA)        | AB                      |

| Topsport Vlaanderen 2012-Ridley VLL | Topsport Vlaanderen 2012-Ridley VLL | Topsport Vlaanderen 2012-Ridley VLL |
| ----------------------------------- | ----------------------------------- | ----------------------------------- |
| Num                                 | Coureuse                            | Pos                                 |
| 81                                  | Liesbet De Vocht (BEL) (route)      | 22e                                 |
| 82                                  | Grace Verbeke (BEL)                 | 11e                                 |
| 83                                  | Annelies Van Doorslaer (BEL)        | 44e                                 |
| 84                                  | Lieselot Decroix (BEL)              | 51e                                 |
| 85                                  | Ine Beyen (BEL)                     | 85e                                 |
| 86                                  | Sjoukje Dufoer (BEL)                | AB                                  |

| Lotto Honda LHT | Lotto Honda LHT           | Lotto Honda LHT |
| --------------- | ------------------------- | --------------- |
| Num             | Coureuse                  | Pos             |
| 91              | Rochelle Gilmore (AUS)    | 5e              |
| 92              | Cherise Willeit (RSA)     | 23e             |
| 93              | Vicki Whitelaw (AUS)      | 48e             |
| 94              | Veronica Andrèasson (SWE) | 98e             |
| 95              | Tiffany Cromwell (AUS)    | AB              |

| Australie AUS | Australie AUS  | Australie AUS |
| ------------- | -------------- | ------------- |
| Num           | Coureuse       | Pos           |
| 101           | Belinda Goss   | 18e           |
| 102           | Amanda Spratt  | 49e           |
| 103           | Shara Gillow   | 71e           |
| 104           | Lauren Kitchen | 90e           |
| 105           | Ruth Corset    | 92e           |
| 106           | Rowena Fry     | 100e          |

| Kleo Ladies KLT | Kleo Ladies KLT          | Kleo Ladies KLT |
| --------------- | ------------------------ | --------------- |
| Num             | Coureuse                 | Pos             |
| 111             | Tania Belvederesi (ITA)  | 75e             |
| 112             | Annalisa Cucinotta (ITA) | 87e             |
| 113             | Chiara Bortolus (ITA)    | 94e             |
| 114             | Martina Corazza (ITA)    | 96e             |
| 115             | Elena Valentini (ITA)    | 111e            |
| 116             | Chiara Nadalutti (ITA)   | 112e            |

| Alriksson-Go:Green AGG | Alriksson-Go:Green AGG   | Alriksson-Go:Green AGG |
| ---------------------- | ------------------------ | ---------------------- |
| Num                    | Coureuse                 | Pos                    |
| 121                    | Isabelle Söderberg (SWE) | 16e                    |
| 122                    | Madelene Olsson (SWE)    | 83e                    |
| 123                    | Linn Torp (NOR)          | 110e                   |
| 124                    | Monica Holler (SWE)      | 113e                   |
| 125                    | Jessica Kihlbom (SWE)    | 116e                   |
| 126                    | Malin Rydlund (SWE)      | 118e                   |

| Pays-Bas NED | Pays-Bas NED      | Pays-Bas NED |
| ------------ | ----------------- | ------------ |
| Num          | Coureuse          | Pos          |
| 131          | Martine Bras      | 7e           |
| 132          | Mascha Pijnenborg | 40e          |
| 133          | Nina Kessler      | 67e          |
| 134          | Petra Dijkman     | 72e          |
| 135          | Winanda Spoor     | 103e         |
| 136          | Eyelien Bekkering | 122e         |

| Abus Nutrixxion NXX | Abus Nutrixxion NXX            | Abus Nutrixxion NXX |
| ------------------- | ------------------------------ | ------------------- |
| Num                 | Coureuse                       | Pos                 |
| 141                 | Martina Zwick (GER)            | 15e                 |
| 142                 | Anna-Bianca Schnitzmeier (GER) | 37e                 |
| 143                 | Nathalie Lamborelle (LUX)      | 38e                 |
| 144                 | Marie Lindberg (SWE)           | 81e                 |
| 145                 | Maria Grandt Petersen          | 114e                |
| 146                 | Katherine Bates (AUS)          | 119e                |

| SC Michela Fanini Rox MIC | SC Michela Fanini Rox MIC         | SC Michela Fanini Rox MIC |
| ------------------------- | --------------------------------- | ------------------------- |
| Num                       | Coureuse                          | Pos                       |
| 151                       | Michal Ella (ISR)                 | AB                        |
| 152                       | Małgorzata Jasińska (POL) (route) | 27e                       |
| 153                       | Martina Růžičková (CZE)           | 79e                       |
| 154                       | Nina Ovcharenko (UKR) (route)     | 80e                       |
| 155                       | Karin Aune (SWE)                  | 101e                      |
| 156                       | Sara Grifi (ITA)                  | AB                        |

| Top Girls-Fassa Bortolo TOG | Top Girls-Fassa Bortolo TOG | Top Girls-Fassa Bortolo TOG |
| --------------------------- | --------------------------- | --------------------------- |
| Num                         | Coureuse                    | Pos                         |
| 161                         | Elisa Longo Borghini (ITA)  | 24e                         |
| 162                         | Gloria Presti (ITA)         | 43e                         |
| 163                         | Simona Frapporti (ITA)      | 64e                         |
| 164                         | Elena Berlato (ITA)         | 77e                         |
| 165                         | Bridie O'Donnell (AUS)      | 102e                        |
| 166                         | Silvia Valsecchi (ITA)      | AB                          |

| Diadora-Pasta Zara DPZ | Diadora-Pasta Zara DPZ  | Diadora-Pasta Zara DPZ |
| ---------------------- | ----------------------- | ---------------------- |
| Num                    | Coureuse                | Pos                    |
| 171                    | Shelley Olds (USA)      | 19e                    |
| 172                    | Olga Zabelinskaïa (RUS) | 39e                    |
| 173                    | Claudia Häusler (GER)   | AB                     |
| 174                    | Inga Čilvinaitė (LTU)   | AB                     |
| 175                    | Eleonora Patuzzo (ITA)  | AB                     |
| 176                    | Amber Pierce (USA)      | AB                     |

| GSD Gestion ESG | GSD Gestion ESG                 | GSD Gestion ESG |
| --------------- | ------------------------------- | --------------- |
| Num             | Coureuse                        | Pos             |
| 181             | Christine Majerus (LUX) (route) | 12e             |
| 182             | Mélanie Bravard (FRA)           | 104e            |
| 183             | Eugénie Mermillod (FRA)         | 105e            |
| 184             | Fabienne Schaus (LUX)           | AB              |
| 185             | Charlotte Bravard (FRA)         | AB              |
| 186             | Mireille Robin (FRA)            | AB              |

| Colavita Forno d'Asolo FCL | Colavita Forno d'Asolo FCL     | Colavita Forno d'Asolo FCL |
| -------------------------- | ------------------------------ | -------------------------- |
| Num                        | Coureuse                       | Pos                        |
| 191                        | Giorgia Bronzini (ITA) (route) | 3e                         |
| 192                        | Theresa Cliff-Ryan (USA)       | 21e                        |
| 193                        | Modesta Vžesniauskaitė (LTU)   | 68e                        |
| 194                        | Giada Borgato (ITA)            | 89e                        |
| 195                        | Barbara Guarischi (ITA)        | AB                         |
| 196                        | Rosane Kirch (BRA)             | AB                         |

| Vienne Futuroscope FUT | Vienne Futuroscope FUT  | Vienne Futuroscope FUT |
| ---------------------- | ----------------------- | ---------------------- |
| Num                    | Coureuse                | Pos                    |
| 201                    | Sophie Creux (FRA)      | 28e                    |
| 202                    | Pascale Jeuland (FRA)   | 47e                    |
| 203                    | Gabriela Slámová (CZE)  | 84e                    |
| 204                    | Karol-Ann Canuel (CAN)  | 91e                    |
| 205                    | Florence Girardet (FRA) | AB                     |

| Gauss GAU | Gauss GAU                       | Gauss GAU |
| --------- | ------------------------------- | --------- |
| Num       | Coureuse                        | Pos       |
| 211       | Julia Martisova (RUS)           | 13e       |
| 212       | Elena Kuchinskaya (RUS)         | 41e       |
| 213       | Tatiana Antoshina (RUS) (route) | 46e       |
| 214       | Alessandra Borchi (ITA)         | 52e       |
| 215       | Lorena Foresi (ITA)             | 88e       |
| 216       | Valentina Scandolara (ITA)      | AB        |

| Pays-Bas NED | Pays-Bas NED     | Pays-Bas NED |
| ------------ | ---------------- | ------------ |
| Num          | Coureuse         | Pos          |
| 221          | Andrea Bosman    | 14e          |
| 222          | Roxane Knetemann | 36e          |
| 223          | Annelies Visser  | 61e          |
| 224          | Amy Pieters      | 95e          |
| 225          | Marit Huisman    | 121e         |
| 226          | Lotte van Hoek   | AB           |

| Allemagne GER | Allemagne GER      | Allemagne GER |
| ------------- | ------------------ | ------------- |
| Num           | Coureuse           | Pos           |
| 231           | Laura Fouquet      | 73e           |
| 232           | Romy Kasper        | 74e           |
| 233           | Janine Bubner      | 107e          |
| 234           | Sarah Lena Hofmann | 108e          |
| 235           | Franziska Merten   | AB            |

| États-Unis USA | États-Unis USA    | États-Unis USA |
| -------------- | ----------------- | -------------- |
| Num            | Coureuse          | Pos            |
| 241            | Jacquelyn Crowell | 20e            |
| 242            | Tayler Wiles      | 78e            |
| 243            | Kristin McGrath   | 82e            |
| 244            | Alison Tetrick    | 117e           |
| 245            | Lindsay Myers     | 123e           |
| 246            | Jessica Prinner   | AB             |

| Canada CAN | Canada CAN       | Canada CAN |
| ---------- | ---------------- | ---------- |
| Num        | Coureuse         | Pos        |
| 251        | Leah Guloien     | 63e        |
| 252        | Leah Kirchmann   | 86e        |
| 253        | Karlee Gendron   | AB         |
| 254        | Anne-Marie Morin | AB         |
| 255        | Julia Garnet     | AB         |

| Danemark DEN | Danemark DEN                | Danemark DEN |
| ------------ | --------------------------- | ------------ |
| Num          | Coureuse                    | Pos          |
| 261          | Margriet Helena Kloppenburg | 115e         |
| 262          | Michelle Lauge Quaade       | AB           |
| 263          | Dorte Lohse Rasmussen       | AB           |
| 264          | Tina Nielsen                | AB           |

| Nederland Bloeit NLB | Nederland Bloeit NLB         | Nederland Bloeit NLB |
| -------------------- | ---------------------------- | -------------------- |
| Num                  | Coureuse                     | Pos                  |
| 1                    | Loes Gunnewijk (NED) (route) | 30e                  |
| 2                    | Janneke Busser Kanis (NED)   | 76e                  |
| 3                    | Sarah Düster (GER)           | 29e                  |
| 4                    | Émilie Aubry (SUI) (route)   | 65e                  |
| 5                    | Annemiek van Vleuten (NED)   | 6e                   |
| 6                    | Marianne Vos (NED)           | 1re                  |

| HTC-Highroad Women TCW | HTC-Highroad Women TCW         | HTC-Highroad Women TCW |
| ---------------------- | ------------------------------ | ---------------------- |
| Num                    | Coureuse                       | Pos                    |
| 11                     | Judith Arndt (GER)             | 32e                    |
| 12                     | Emilia Fahlin (SWE)            | 58e                    |
| 13                     | Charlotte Becker (GER) (route) | 59e                    |
| 14                     | Ina-Yoko Teutenberg (GER)      | 4e                     |
| 14                     | Ellen van Dijk (NED)           | 69e                    |
| 16                     | Adrie Visser (NED)             | 60e                    |

| AA Drink-Leontien.nl LNL | AA Drink-Leontien.nl LNL | AA Drink-Leontien.nl LNL |
| ------------------------ | ------------------------ | ------------------------ |
| Num                      | Coureuse                 | Pos                      |
| 21                       | Kirsten Wild (NED)       | 2e                       |
| 22                       | Lucinda Brand (NED)      | 35e                      |
| 23                       | Heleen van Vliet (NED)   | 55e                      |
| 24                       | Chantal Blaak (NED)      | 56e                      |
| 25                       | Trixi Worrack (GER)      | 57e                      |
| 26                       | Anne De Wildt (NED)      | 66e                      |

| Hitec Products-UCK HPU | Hitec Products-UCK HPU       | Hitec Products-UCK HPU |
| ---------------------- | ---------------------------- | ---------------------- |
| Num                    | Coureuse                     | Pos                    |
| 31                     | Emma Johansson (SWE) (route) | 9e                     |
| 32                     | Emilie Moberg (NOR)          | 53e                    |
| 33                     | Sara Mustonen (SWE)          | 54e                    |
| 34                     | Cecilie Johansen (NOR)       | 62e                    |
| 35                     | Marie Voreland (NOR)         | AB                     |
| 36                     | Johanna Bergseth (NOR)       | AB                     |

| Bizkaia-Durango BPD | Bizkaia-Durango BPD           | Bizkaia-Durango BPD |
| ------------------- | ----------------------------- | ------------------- |
| Num                 | Coureuse                      | Pos                 |
| 41                  | Ariadna Tudel Cuberes (AND)   | AB                  |
| 42                  | Davina Summers (AUS)          | 42e                 |
| 43                  | Cristina Alcalde (ESP)        | AB                  |
| 44                  | Polona Batagelj (SLO) (route) | AB                  |

| Garmin-Cervélo CWT | Garmin-Cervélo CWT         | Garmin-Cervélo CWT |
| ------------------ | -------------------------- | ------------------ |
| Num                | Coureuse                   | Pos                |
| 51                 | Elizabeth Armitstead (GBR) | 10e                |
| 52                 | Iris Slappendel (NED)      | 45e                |
| 53                 | Lucy Martin (GBR)          | 93e                |
| 54                 | Trine Schmidt (DEN)        | 97e                |
| 55                 | Noemi Cantele (ITA)        | 99e                |
| 56                 | Carla Ryan (AUS)           | 120e               |

| Tibco-To the Top TIB | Tibco-To the Top TIB     | Tibco-To the Top TIB |
| -------------------- | ------------------------ | -------------------- |
| Num                  | Coureuse                 | Pos                  |
| 61                   | Carmen Small (USA)       | 17e                  |
| 62                   | Joanne Kiesanowski (NZL) | 25e                  |
| 63                   | Megan Guarnier (USA)     | 26e                  |
| 64                   | Emma Mackie (AUS)        | 50e                  |
| 65                   | Serena Sheridan (NZL)    | 106e                 |
| 66                   | Carlee Taylor (AUS)      | 109e                 |

| MCipollini-Giordana MCG | MCipollini-Giordana MCG       | MCipollini-Giordana MCG |
| ----------------------- | ----------------------------- | ----------------------- |
| Num                     | Coureuse                      | Pos                     |
| 71                      | Nicole Cooke (GBR)            | 31e                     |
| 72                      | Monia Baccaille (ITA) (route) | 8e                      |
| 73                      | Marta Bastianelli (ITA)       | 33e                     |
| 74                      | Tatiana Guderzo (ITA)         | 34e                     |
| 75                      | Jennifer Hohl (SUI)           | 70e                     |
| 76                      | Samantha Galassi (ITA)        | AB                      |

| Topsport Vlaanderen 2012-Ridley VLL | Topsport Vlaanderen 2012-Ridley VLL | Topsport Vlaanderen 2012-Ridley VLL |
| ----------------------------------- | ----------------------------------- | ----------------------------------- |
| Num                                 | Coureuse                            | Pos                                 |
| 81                                  | Liesbet De Vocht (BEL) (route)      | 22e                                 |
| 82                                  | Grace Verbeke (BEL)                 | 11e                                 |
| 83                                  | Annelies Van Doorslaer (BEL)        | 44e                                 |
| 84                                  | Lieselot Decroix (BEL)              | 51e                                 |
| 85                                  | Ine Beyen (BEL)                     | 85e                                 |
| 86                                  | Sjoukje Dufoer (BEL)                | AB                                  |

| Lotto Honda LHT | Lotto Honda LHT           | Lotto Honda LHT |
| --------------- | ------------------------- | --------------- |
| Num             | Coureuse                  | Pos             |
| 91              | Rochelle Gilmore (AUS)    | 5e              |
| 92              | Cherise Willeit (RSA)     | 23e             |
| 93              | Vicki Whitelaw (AUS)      | 48e             |
| 94              | Veronica Andrèasson (SWE) | 98e             |
| 95              | Tiffany Cromwell (AUS)    | AB              |

| Australie AUS | Australie AUS  | Australie AUS |
| ------------- | -------------- | ------------- |
| Num           | Coureuse       | Pos           |
| 101           | Belinda Goss   | 18e           |
| 102           | Amanda Spratt  | 49e           |
| 103           | Shara Gillow   | 71e           |
| 104           | Lauren Kitchen | 90e           |
| 105           | Ruth Corset    | 92e           |
| 106           | Rowena Fry     | 100e          |

| Kleo Ladies KLT | Kleo Ladies KLT          | Kleo Ladies KLT |
| --------------- | ------------------------ | --------------- |
| Num             | Coureuse                 | Pos             |
| 111             | Tania Belvederesi (ITA)  | 75e             |
| 112             | Annalisa Cucinotta (ITA) | 87e             |
| 113             | Chiara Bortolus (ITA)    | 94e             |
| 114             | Martina Corazza (ITA)    | 96e             |
| 115             | Elena Valentini (ITA)    | 111e            |
| 116             | Chiara Nadalutti (ITA)   | 112e            |

| Alriksson-Go:Green AGG | Alriksson-Go:Green AGG   | Alriksson-Go:Green AGG |
| ---------------------- | ------------------------ | ---------------------- |
| Num                    | Coureuse                 | Pos                    |
| 121                    | Isabelle Söderberg (SWE) | 16e                    |
| 122                    | Madelene Olsson (SWE)    | 83e                    |
| 123                    | Linn Torp (NOR)          | 110e                   |
| 124                    | Monica Holler (SWE)      | 113e                   |
| 125                    | Jessica Kihlbom (SWE)    | 116e                   |
| 126                    | Malin Rydlund (SWE)      | 118e                   |

| Pays-Bas NED | Pays-Bas NED      | Pays-Bas NED |
| ------------ | ----------------- | ------------ |
| Num          | Coureuse          | Pos          |
| 131          | Martine Bras      | 7e           |
| 132          | Mascha Pijnenborg | 40e          |
| 133          | Nina Kessler      | 67e          |
| 134          | Petra Dijkman     | 72e          |
| 135          | Winanda Spoor     | 103e         |
| 136          | Eyelien Bekkering | 122e         |

| Abus Nutrixxion NXX | Abus Nutrixxion NXX            | Abus Nutrixxion NXX |
| ------------------- | ------------------------------ | ------------------- |
| Num                 | Coureuse                       | Pos                 |
| 141                 | Martina Zwick (GER)            | 15e                 |
| 142                 | Anna-Bianca Schnitzmeier (GER) | 37e                 |
| 143                 | Nathalie Lamborelle (LUX)      | 38e                 |
| 144                 | Marie Lindberg (SWE)           | 81e                 |
| 145                 | Maria Grandt Petersen          | 114e                |
| 146                 | Katherine Bates (AUS)          | 119e                |

| SC Michela Fanini Rox MIC | SC Michela Fanini Rox MIC         | SC Michela Fanini Rox MIC |
| ------------------------- | --------------------------------- | ------------------------- |
| Num                       | Coureuse                          | Pos                       |
| 151                       | Michal Ella (ISR)                 | AB                        |
| 152                       | Małgorzata Jasińska (POL) (route) | 27e                       |
| 153                       | Martina Růžičková (CZE)           | 79e                       |
| 154                       | Nina Ovcharenko (UKR) (route)     | 80e                       |
| 155                       | Karin Aune (SWE)                  | 101e                      |
| 156                       | Sara Grifi (ITA)                  | AB                        |

| Top Girls-Fassa Bortolo TOG | Top Girls-Fassa Bortolo TOG | Top Girls-Fassa Bortolo TOG |
| --------------------------- | --------------------------- | --------------------------- |
| Num                         | Coureuse                    | Pos                         |
| 161                         | Elisa Longo Borghini (ITA)  | 24e                         |
| 162                         | Gloria Presti (ITA)         | 43e                         |
| 163                         | Simona Frapporti (ITA)      | 64e                         |
| 164                         | Elena Berlato (ITA)         | 77e                         |
| 165                         | Bridie O'Donnell (AUS)      | 102e                        |
| 166                         | Silvia Valsecchi (ITA)      | AB                          |

| Diadora-Pasta Zara DPZ | Diadora-Pasta Zara DPZ  | Diadora-Pasta Zara DPZ |
| ---------------------- | ----------------------- | ---------------------- |
| Num                    | Coureuse                | Pos                    |
| 171                    | Shelley Olds (USA)      | 19e                    |
| 172                    | Olga Zabelinskaïa (RUS) | 39e                    |
| 173                    | Claudia Häusler (GER)   | AB                     |
| 174                    | Inga Čilvinaitė (LTU)   | AB                     |
| 175                    | Eleonora Patuzzo (ITA)  | AB                     |
| 176                    | Amber Pierce (USA)      | AB                     |

| GSD Gestion ESG | GSD Gestion ESG                 | GSD Gestion ESG |
| --------------- | ------------------------------- | --------------- |
| Num             | Coureuse                        | Pos             |
| 181             | Christine Majerus (LUX) (route) | 12e             |
| 182             | Mélanie Bravard (FRA)           | 104e            |
| 183             | Eugénie Mermillod (FRA)         | 105e            |
| 184             | Fabienne Schaus (LUX)           | AB              |
| 185             | Charlotte Bravard (FRA)         | AB              |
| 186             | Mireille Robin (FRA)            | AB              |

| Colavita Forno d'Asolo FCL | Colavita Forno d'Asolo FCL     | Colavita Forno d'Asolo FCL |
| -------------------------- | ------------------------------ | -------------------------- |
| Num                        | Coureuse                       | Pos                        |
| 191                        | Giorgia Bronzini (ITA) (route) | 3e                         |
| 192                        | Theresa Cliff-Ryan (USA)       | 21e                        |
| 193                        | Modesta Vžesniauskaitė (LTU)   | 68e                        |
| 194                        | Giada Borgato (ITA)            | 89e                        |
| 195                        | Barbara Guarischi (ITA)        | AB                         |
| 196                        | Rosane Kirch (BRA)             | AB                         |

| Vienne Futuroscope FUT | Vienne Futuroscope FUT  | Vienne Futuroscope FUT |
| ---------------------- | ----------------------- | ---------------------- |
| Num                    | Coureuse                | Pos                    |
| 201                    | Sophie Creux (FRA)      | 28e                    |
| 202                    | Pascale Jeuland (FRA)   | 47e                    |
| 203                    | Gabriela Slámová (CZE)  | 84e                    |
| 204                    | Karol-Ann Canuel (CAN)  | 91e                    |
| 205                    | Florence Girardet (FRA) | AB                     |

| Gauss GAU | Gauss GAU                       | Gauss GAU |
| --------- | ------------------------------- | --------- |
| Num       | Coureuse                        | Pos       |
| 211       | Julia Martisova (RUS)           | 13e       |
| 212       | Elena Kuchinskaya (RUS)         | 41e       |
| 213       | Tatiana Antoshina (RUS) (route) | 46e       |
| 214       | Alessandra Borchi (ITA)         | 52e       |
| 215       | Lorena Foresi (ITA)             | 88e       |
| 216       | Valentina Scandolara (ITA)      | AB        |

| Pays-Bas NED | Pays-Bas NED     | Pays-Bas NED |
| ------------ | ---------------- | ------------ |
| Num          | Coureuse         | Pos          |
| 221          | Andrea Bosman    | 14e          |
| 222          | Roxane Knetemann | 36e          |
| 223          | Annelies Visser  | 61e          |
| 224          | Amy Pieters      | 95e          |
| 225          | Marit Huisman    | 121e         |
| 226          | Lotte van Hoek   | AB           |

| Allemagne GER | Allemagne GER      | Allemagne GER |
| ------------- | ------------------ | ------------- |
| Num           | Coureuse           | Pos           |
| 231           | Laura Fouquet      | 73e           |
| 232           | Romy Kasper        | 74e           |
| 233           | Janine Bubner      | 107e          |
| 234           | Sarah Lena Hofmann | 108e          |
| 235           | Franziska Merten   | AB            |

| États-Unis USA | États-Unis USA    | États-Unis USA |
| -------------- | ----------------- | -------------- |
| Num            | Coureuse          | Pos            |
| 241            | Jacquelyn Crowell | 20e            |
| 242            | Tayler Wiles      | 78e            |
| 243            | Kristin McGrath   | 82e            |
| 244            | Alison Tetrick    | 117e           |
| 245            | Lindsay Myers     | 123e           |
| 246            | Jessica Prinner   | AB             |

| Canada CAN | Canada CAN       | Canada CAN |
| ---------- | ---------------- | ---------- |
| Num        | Coureuse         | Pos        |
| 251        | Leah Guloien     | 63e        |
| 252        | Leah Kirchmann   | 86e        |
| 253        | Karlee Gendron   | AB         |
| 254        | Anne-Marie Morin | AB         |
| 255        | Julia Garnet     | AB         |

| Danemark DEN | Danemark DEN                | Danemark DEN |
| ------------ | --------------------------- | ------------ |
| Num          | Coureuse                    | Pos          |
| 261          | Margriet Helena Kloppenburg | 115e         |
| 262          | Michelle Lauge Quaade       | AB           |
| 263          | Dorte Lohse Rasmussen       | AB           |
| 264          | Tina Nielsen                | AB           |

Les dossards sont mal connus. Les abandons sont connus par Alfred North.